# Stadtbefestigung Ehrang

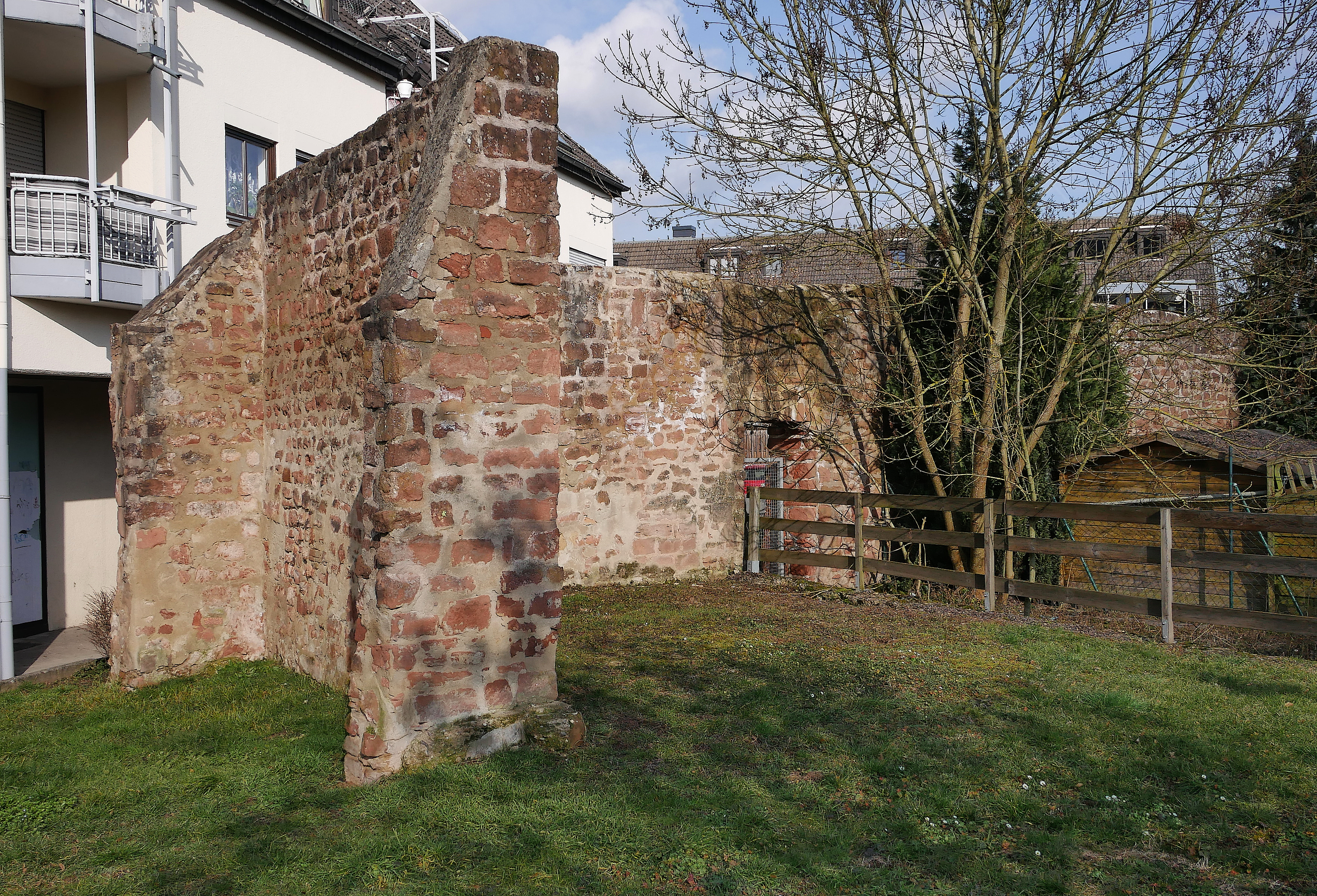
Teile der Stadtmauer in Ehrang

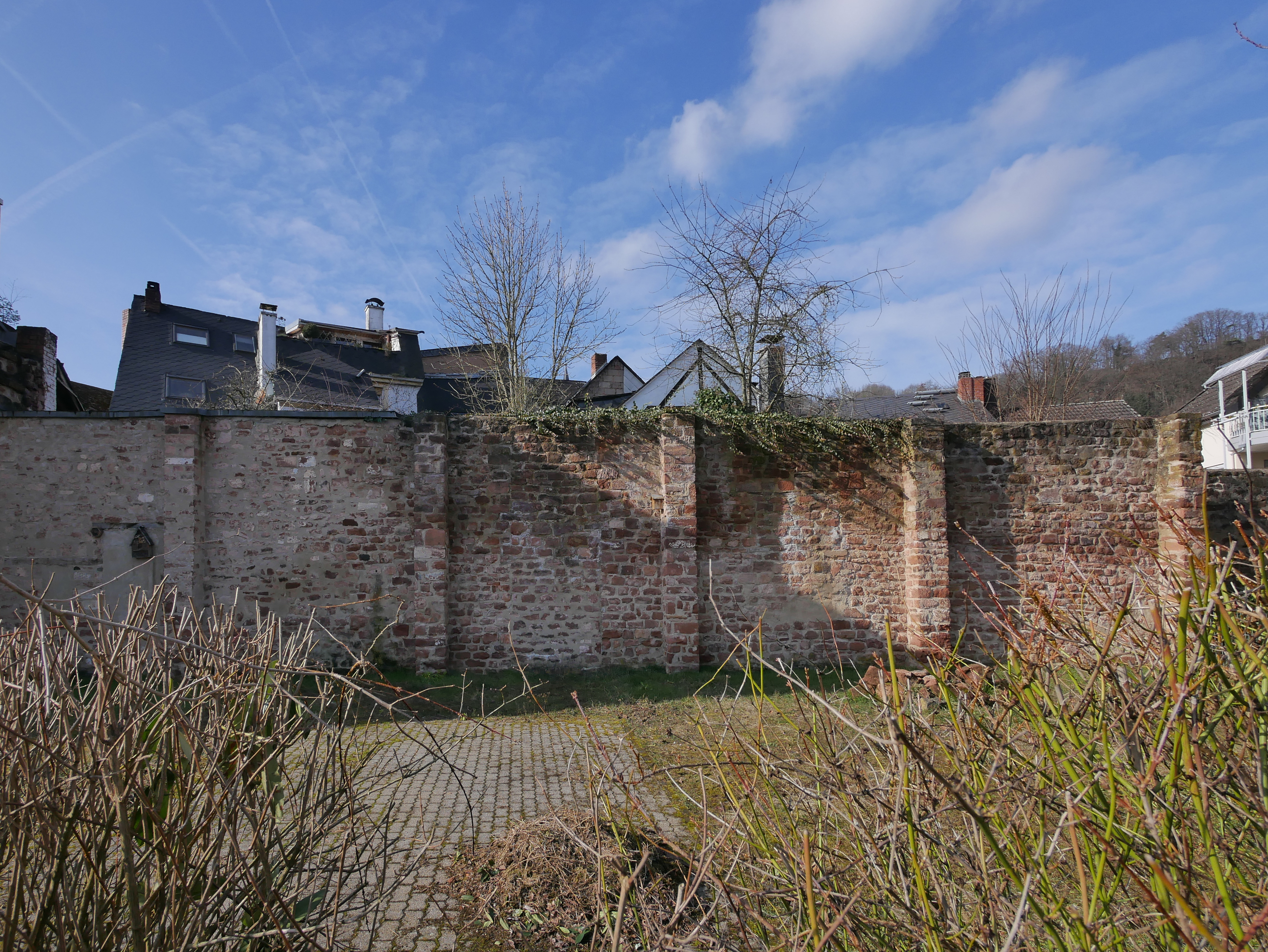
Teile der Stadtmauer in Ehrang

Die Stadtbefestigung in Ehrang, einem Stadtteil von Trier in Rheinland-Pfalz, wurde nach 1346 errichtet. Die Reste der Stadtbefestigung sind ein geschütztes Kulturdenkmal.

## Geschichte
Die sogenannte Ringmauer wurde infolge der Verleihung städtischer Rechte unter Erzbischof Balduin errichtet. Sie wurde unter Kurfürst Johann von der Leyen (1556–1567) nach Süden und Osten erweitert.
Im Jahr 1673 wurde während des Holländischen Krieges die Stadtbefestigung von französischen Truppen beschädigt. Unter Kurfürst Clemens Wenzeslaus von Sachsen wurde sie 1789 wiederhergestellt.

## Beschreibung
Die Stadtbefestigung aus behauenem Bruchsteinmauerwerk aus rotem Sandstein ist bis auf die ehemals vier Tore fast vollständig erhalten. Teile sind in den angrenzenden Gebäuden vermauert. Der ehemals vorgelagerte Graben mit einer durchschnittlichen Breite von zehn Metern ist vor allem auf der Nord- und Ostseite anhand der Parzellengrenzen noch nachvollziehbar.